# Eileen Sheridan
Eileen Sheridan (Coventry, 18 de octubre de 1923 - Isleworth, 13 de febrero de 2023), fue una deportista y ciclista británica.
Nombrada en la portada de Cycling Weekly como: La ciclista más grande de Gran Bretaña.
Especializada en contrarreloj y en batir récords en ciclismo en ruta. Rompió todos los récords de la Women's Road Records Association a fines de la década de 1940 y 1950. Se convirtió en campeona en 25, 50 y 100 millas, ganó el BBAR dos veces. También estableció un nuevo récord de competición de 12 horas de 237 millas. Durante 36 años mantuvo un récord de 11 horas y siete minutos por los 1.400km distancia entre Land's End a John o' Groats en 1954.
Las bicicletas Hércules la contrató para convertirse en una ciclista profesional que batiera récords. Logró romper los 21 récords femeninos existentes.
En 1956, Eileen Sheridan publicó un libro de memorias Wonder Wheels. Fue apodada como ‹Poderoso átomo›.
Contrajo matrimonio con Ken Sheridan, fueron padres de dos hijos, una niña Louise y un varón Clive. Armó en gimnasio en el garaje de su casa para poder entrenar.
Falleció el 13 de febrero de 2023 a los 98 años.